# Hylaeus crassanus
Hylaeus crassanus là một loài Hymenoptera trong họ Colletidae. Loài này được Warncke mô tả khoa học năm 1972.